# Klaus-Jürgen Grünke
Klaus-Jürgen Grünke, född den 30 mars 1951 i Bad Lauchstädt, Tyskland, är en östtysk tävlingscyklist som tog OS-guld i kilometerloppet vid olympiska sommarspelen 1976 i Montréal.